# 埃代萊尼

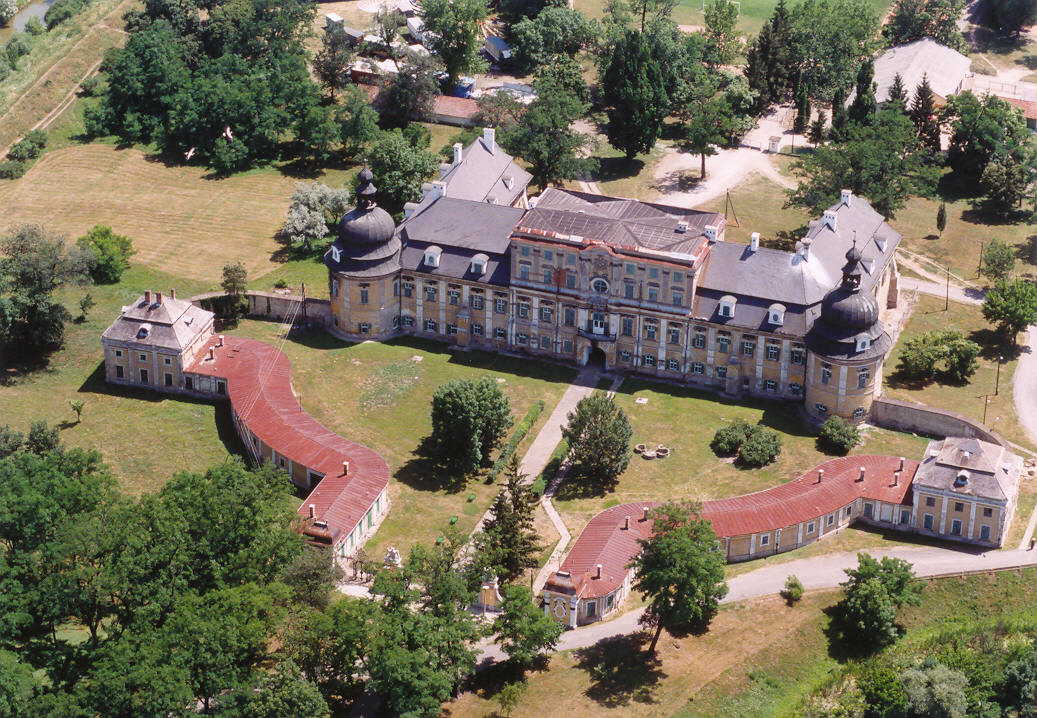

埃代萊尼（匈牙利語：Edelény）是匈牙利的城鎮，位於該國東北部，距離首府米什科爾茨25公里，由包爾紹德-奧包烏伊-曾普倫州負責管轄，面積56.84平方公里，2011年人口10,101，其中約一半居民信奉天主教。

## 外部連結
- Official site（页面存档备份，存于）